# John Abruzzi
John Abruzzi er en fiktiv person fra Prison Break. John Abruzzi spilles af Peter Stormare.

## Baggrund
Var tidligere mafiaboss i Chicago og han var nok den mest berygtede skurk inde i fængslet Fox River. Man siger faktisk at han styrede fængslet, da han fik hjælp udefra til at bestikke fængselsvagterne. Han blev dømt for to tilfælde af mord og to tilfælde af planlægning af mord. Men det vidne, som fik Abruzzi dømt, var Otto Fibbonacci og Abruzzi fik 120 år i fængslet. Han hjalp meget til da en mand, Michael Scofield, kom og sagde hvor Fibonacci var og Michael havde en flugtplan. Men allerede da han kom ud og hjem til sin familie, så blev han narret ud til et hus, hvor de sagde Fibonacci var, og fik 117 kugler igennem kroppen.

## Facts
Nummer: 11846
Placering i fængsel: Generelle indsatte, A-fløj, celle 96
Tid tilbage inden flugt: 117 år og 6 måneder

## Medvirkede i afsnit

### 1. sæson
- Pilot
- Allen
- Cell Test
- Cute Poison
- English, Fitz or Percy
- Riots, Drills and the Devil: Part 1
- Riots, Drills and the Devil: Part 2
- The Old Head
- Tweener
- Sleight of Hand
- And Then There Were 7
- Odd Man Out
- End of the Tunnel
- The Key
- Tonight
- Go
- Flight

### 2. sæson
- Manhunt
- Otis
- First Down